# Catedral Primacial de Bogotá
Catedral Metropolitana e Primacial Basílica da Imaculada Conceição e São Pedro de Bogotá ou mais conhecida como Catedral Metropolitana Basílica de Bogotá e Primacial da Colômbia, oficialmente Sagrado Templo Sagrado Catedral Basílica Metropolitana e Primacial da Imaculada Conceição de Maria e São Pedro, é uma catedral católica consagrada à Imaculada Conceição e sob o patrocínio de São Pedro; é um edifício de estilo neoclássico localizado na Praça Bolívar em Bogotá, capital do país.
A catedral é sede do Arcebispo Metropolitano de Bogotá e Primacial da Colômbia, reconhecido com o título honorário de Primacial da Colômbia pelo Papa Leão XIII, através do Decreto da Congregação Consistorial de 7 de novembro de 1902.
A catedral foi projetada por Domingo de Petrés e foi construída entre 1807 e 1823 no mesmo local onde anteriormente estavam erguidas outras três igrejas, que serviram sucessivamente como catedrais da cidade. Pela sua importância histórica, valor arquitetônico e cultural, foi declarada Monumento Nacional pelo decreto 1.584 de 11 de agosto de 1975.